# Maja, une épopée finlandaise
 (janvier 2025).
Si vous disposez d'ouvrages ou d'articles de référence ou si vous connaissez des sites web de qualité traitant du thème abordé ici, merci de compléter l'article en donnant les références utiles à sa vérifiabilité et en les liant à la section « Notes et références ».
Pour plus de détails, voir Fiche technique et Distribution.
Maja, une épopée finlandaise (Myrskyluodon Maija) est un drame historique finlandais écrit et réalisé par Tiina Lymi, sorti en 2025.

## Fiche technique
Sauf indication contraire, les informations mentionnées dans cette section peuvent être confirmées par la base de données cinématographiques IMDb,  présente dans la section « Liens externes ».
- Titre original : Myrskyluodon Maija
- Titre francophone : Maja, une épopée finlandaise
- Réalisation : Tiina Lymi
- Scénario :
- Musique :
- Photographie :
- Montage :
- Société de distribution :
- Pays d'origine :  Finlande
- Format :
- Genre : drame
- Durée : 164 minutes
- Dates de sortie :
  - France : 1er janvier 2025

## Distribution
- Amanda Jansson
- Linus Troedsson
- Desmond Eastwood